# ムスタファ ・マフムード
ムスタファー・カマール・マフムード・フセイン（ アラビア語: مصطفى كمال محمود حسين, 音訳:Mustafa Kamal Mahmoud Husayn, 1921年12月15日 - 2009年10月31日）は、エジプト出身の医師、著作家。

## 生涯
シビーン・コームに生まれ、父の仕事の関係でタンタに移り住み育つ。カイロ大学で医学を学び、学生時代から文筆活動をはじめた。大学卒業後は医師として働くが、執筆に専念するようになり、やがてムスリムとして活発に発言するようになる。こうした自らの思想遍歴については、著書『疑いから信仰への私の旅』で語っている。
1979年にはマフムード・モスク協会という慈善団体を設立し、医療活動を行った。また1980年代には「科学と信仰」というテレビ番組に出演し、人気番組となった。著作の内容がコーランを正確に解釈していないという批判がウラマーからなされることもあったが、科学者としての知見をもとにイスラームについて語る人物として人望を集めた。

## 評価と影響
マフムード・モスク協会は活動を続けている。またカイロには、彼を記念するムスタファ・マフムード広場がある。

## 主な著書
- Rehlati men al shak ila al iman (My journey from Doubt to Belief)(1970)  『疑いから信仰への私の旅』
- Quran: serious attempt to a modern understanding (1970)
- Hal Huwa asr Al-Junun (Is It The Age of Insanity) (1983)
- Marxism and Islam (1984)
- Ayyuha Al-Sadah - Ikhlau Al-Aqniah (Gentlemen, Unveil These Masks)(1984)
- Al-Islam - Ma Huwa (What is Islam?) (1984)
- Qiraah Lil-Mustaqbal (Reading for the future)
- Understanding The Qur'an : A Contemporary Approach